# 1505 Коранна
1505 Коранна (1505 Koranna) — астероїд головного поясу, відкритий 21 квітня 1939 року.
Тіссеранів параметр щодо Юпітера — 3,329.
Назва походить від назви племені бушменів, що населяють пустелю Калахарі.